# Nudochernes lipsae
Espèce
Nudochernes lipsae est une espèce de pseudoscorpions de la famille des Chernetidae.

## Distribution
Cette espèce est endémique du Yunnan en Chine. Elle se rencontre dans la grotte Da Hei Dhong à Zhenxiong.

## Description
La carapace de la femelle holotype mesure 0,92 mm de long sur 0,95 mm.

## Étymologie
Cette espèce est nommée en l'honneur de Josiane Lips.

## Publication originale
- Mahnert, 2003 : Four new species of pseudoscorpions (Arachnida, Pseudoscorpiones: Neobisiidae, Chernetidae) from caves in Yunnan Province, China. Revue Suisse de Zoologie, vol. 110, no 4, p. 739-748 (texte intégral).